# Escravidão na América espanhola colonial
A escravidão nos vice-reinados da América Espanhola envolveu a escravização, o trabalho forçado e o peonismo de povos indígenas, africanos e asiáticos desde o final do século XV até o final do século XIX, com impactos que se estenderam aos séculos XX e XXI. A instituição econômica e social da escravidão existiu em todo o Império Espanhol, incluindo a própria Espanha. Inicialmente, os povos indígenas foram submetidos ao sistema de encomienda até sua proibição pelas Leis Novas de 1543, sendo substituído pelo sistema de repartimiento. Africanos foram transportados para as Américas para trabalhar sob o sistema de escravidão de bens móveis, baseado em critérios raciais. Posteriormente, asiáticos foram levados às Américas sob formas de contrato de servidão e peonismo, como mão de obra barata para substituir os africanos escravizados.
A escravização existia no território que hoje é a Espanha desde os tempos da época romana. Durante a conquista das Américas, os conquistadores recebiam indígenas para trabalho forçado e tributos, sob o sistema de encomiendas. Após o colapso demográfico das populações indígenas, a Espanha restringiu o trabalho forçado de nativos com as Leis de Burgos de 1512 e as Novas Leis de 1542. Em vez disso, os espanhóis passaram a utilizar africanos escravizados em plantações comerciais, além de trabalho urbano em residências, instituições religiosas, oficinas têxteis (obrajes) e outros locais. Como a Coroa espanhola proibia espanhóis de participar diretamente do tráfico negreiro atlântico, o direito de exportar escravos (o Asiento de Negros [en]) tornou-se um objetivo central de outras potências europeias, desencadeando conflitos como a Guerra da Sucessão Espanhola e a Guerra da Orelha de Jenkins. As colônias espanholas receberam cerca de 22% de todos os africanos levados às Américas. No final do tráfico negreiro atlântico, trabalhadores asiáticos (chinos e coolies) em México colonial e Cuba foram submetidos a peonismo e condições de trabalho severas sob contratos exploratórios de servidão.
Em meados do século XIX, quando a maioria das nações americanas aboliu a escravidão de bens móveis, Cuba [en] e Porto Rico, as últimas colônias espanholas nas Américas, foram das últimas na região a fazê-lo, seguidas apenas pelo Brasil. Pessoas escravizadas resistiram à sua condição, incorporando elementos não europeus ao cristianismo (sincretismo) ou formando sociedades alternativas fora do sistema de plantation (quilombolas). A primeira rebelião negra registrada ocorreu em campos de trabalho espanhóis (plantações) em 1521. A resistência à escravização indígena também veio de setores religiosos e jurídicos espanhóis, sendo a mesma, a resistência ao cativeiro indígena nas colônias espanholas, a motivação para os primeiros debates modernos sobre a legitimidade da escravidão. A luta contra a escravidão nas colônias espanholas gerou um notável legado de oposição, pavimentando o caminho para debates sobre direitos humanos. O primeiro discurso nas Américas pela universalidade dos direitos humanos e contra os abusos da escravidão foi proferido em Hispaniola por Antonio de Montesinos, apenas dezenove anos após a primeira viagem de Colombo.

## Contexto histórico

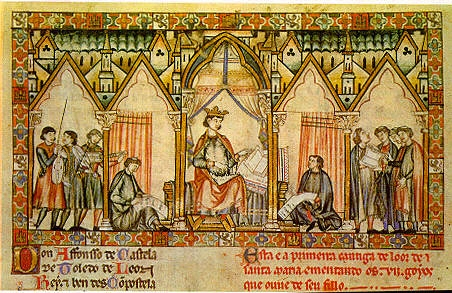
Afonso X de Castela e as Siete Partidas.

A escravidão na Espanha remonta aos tempos dos gregos, fenícios e romanos. Era uma prática transcultural e multiétnica, desempenhando um papel crucial no desenvolvimento das economias europeias, incluindo a da Espanha. Os romanos utilizavam escravos extensivamente, conforme o Código de Justiniano. Com a ascensão do cristianismo, cristãos eram, em teoria, proibidos de escravizar outros cristãos, mas a prática persistiu. Após a conquista muçulmana da maior parte da Península Ibérica no século VIII, a escravidão declinou nos reinos cristãos remanescentes.
Na formação de Al-Andalus, muçulmanos eram proibidos de escravizar outros muçulmanos, mas escravos espanhóis e do leste europeu eram comercializados por muçulmanos e mercadores judeus locais. Mozárabes e judeus podiam manter seus escravos, desde que pagassem um imposto per capita por si mesmos e metade do valor pelos escravos, mas eram proibidos de possuir escravos muçulmanos. Se um escravo se convertesse ao islamismo, deveria ser vendido a um muçulmano. Nos séculos IX e X, mozárabes passaram a poder adquirir novos escravos não muçulmanos por meio do comércio de escravos estabelecido na península.
Durante a Reconquista, a Espanha cristã buscou retomar territórios perdidos para os muçulmanos, o que alterou as normas sobre escravidão. Embora a escravização de cristãos fosse inicialmente permitida, os reinos cristãos gradativamente aboliram essa prática entre os séculos VIII e XI, restringindo a escravização aos muçulmanos de Al-Andalus. A escravização de muçulmanos conquistados era justificada pela conversão e aculturação, mas muitos eram oferecidos de volta às suas famílias ou comunidades em troca de resgates. O código de leis do século XIII, as Siete Partidas de Afonso X de Castela (1252–1284), estipulava o bom tratamento dos escravos por seus senhores e definia quem poderia ser escravizado: aqueles capturados em guerras justas, filhos de mães escravizadas ou aqueles que se vendiam voluntariamente. Geralmente, tratava-se de escravidão doméstica, uma condição temporária para membros de grupos externos. As Siete Partidas descreviam a escravidão como "a condição mais vil e miserável em que alguém pode cair, pois o homem, que é a mais nobre e livre das criaturas de Deus, torna-se, assim, sujeito ao poder de outro, que pode fazer com ele o que desejar, como se fosse uma propriedade, viva ou morta".

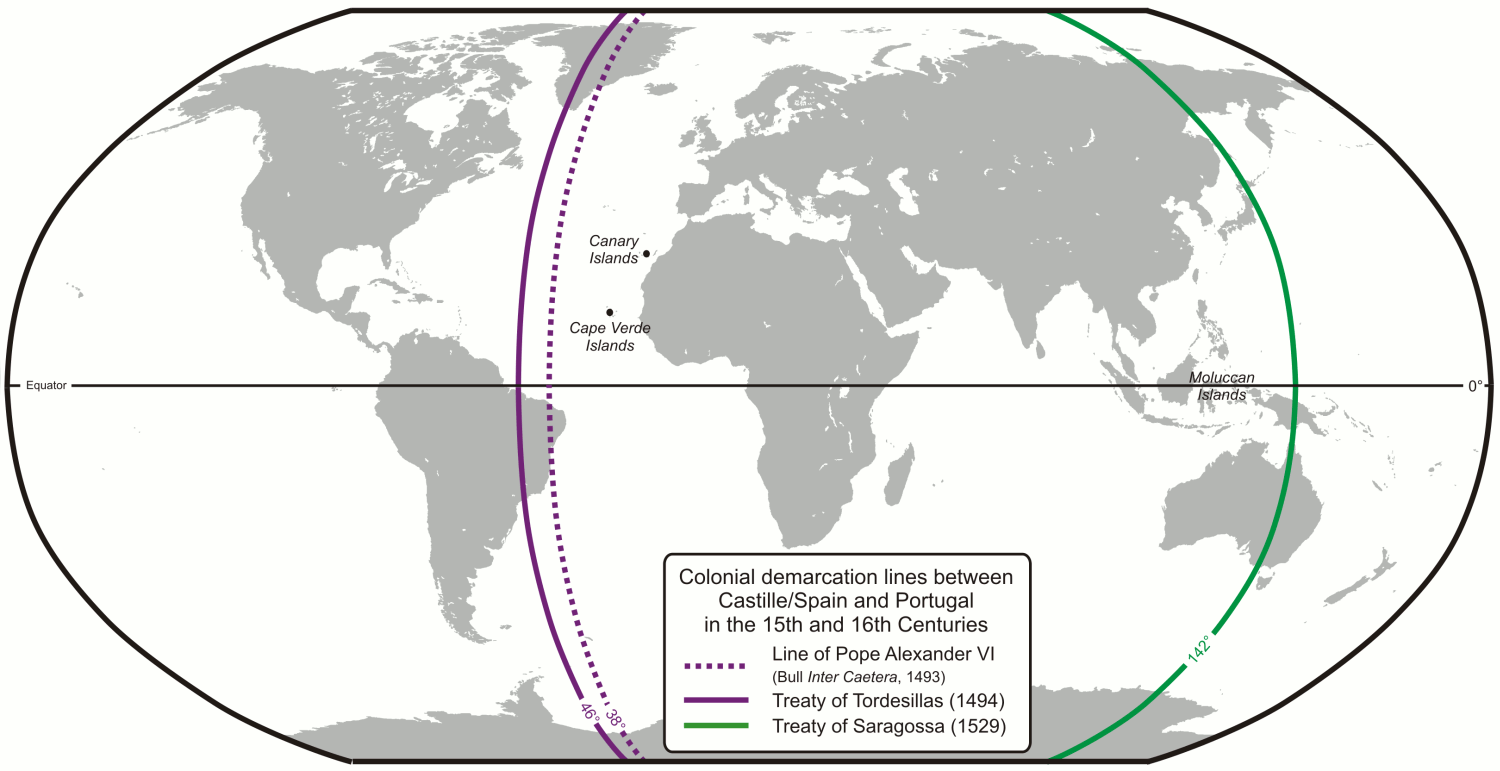
Linhas que dividem o mundo não cristão entre Castela e Portugal: o meridiano de Tordesilhas de 1494 (roxo) e o antimeridiano de Saragoça de 1529 (verde).

Com a expansão ultramarina de castelhanos e portugueses, eles conquistaram e ocuparam ilhas atlânticas na costa norte da África, como as Ilhas Canárias, São Tomé e Madeira, onde introduziram plantações de cana-de-açúcar. Nas Ilhas Canárias, os espanhóis implementaram o sistema de encomienda, um tipo de trabalho forçado baseado nas práticas da Reconquista, que concedia trabalhadores muçulmanos aos vencedores cristãos. Os nativos canários, conhecidos como guanches, eram tratados como pagãos, mas a Igreja Católica tentou evitar sua escravização e defender a liberdade dos guanches evangelizados. Apesar disso, a população guanche declinou drasticamente devido à encomienda.
Sob controle castelhano, entre 1498 (quando os Reis Católicos ordenaram a liberdade dos guanches) e 1520 (quando os últimos guanches foram libertos), a encomienda guanche foi substituída pela escravidão de bens móveis africana. Castelhanos trocavam produtos europeus, incluindo armas de fogo e cavalos, por escravos da África Ocidental, onde o comércio de escravos já se deslocava para a costa para atender à demanda europeia. Nessas colônias na costa africana, os espanhóis iniciaram a produção de cana-de-açúcar seguindo o modelo mediterrâneo. O complexo açucareiro envolvia trabalho escravo para cultivo e processamento, com moinhos de açúcar (ingenios) e equipamentos financiados por capital de investidores. Quando a escravidão de plantation foi estabelecida na América Espanhola e no Brasil, os elementos desse complexo foram replicados no Novo Mundo em escala muito maior. Nas colônias espanholas do Novo Mundo, o sistema de encomienda foi retomado para escravizar povos indígenas, tornando-se mais difundido após o contato e as conquistas no México e no Peru, embora os precedentes tenham sido estabelecidos antes de 1492, nas Ilhas Canárias.

## Escravidão indígena

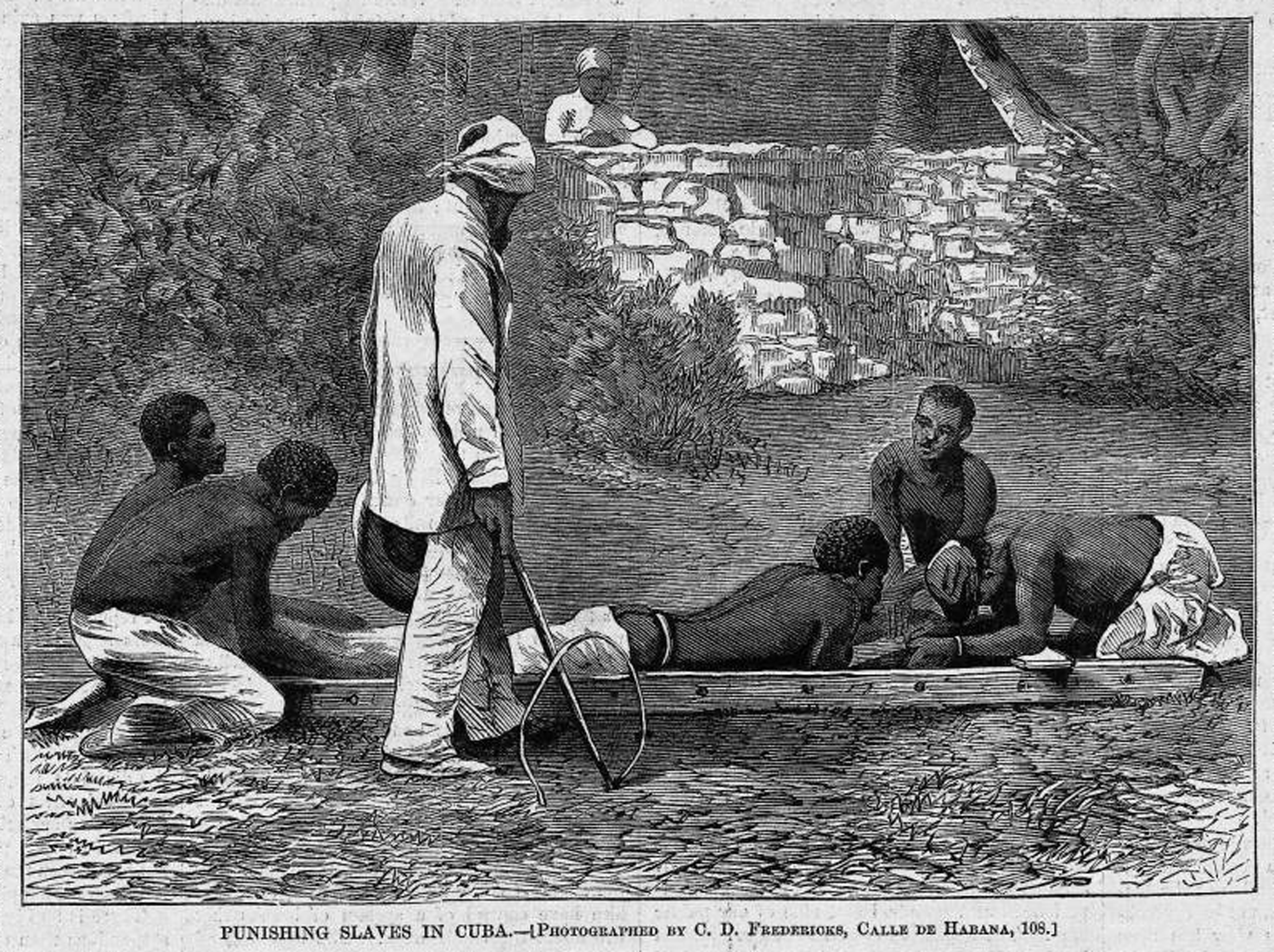
Escravos cubanos punidos por seu proprietário em 1844.

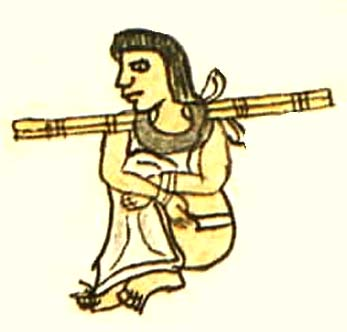
Um escravo asteca.

Com a chegada de Cristóvão Colombo em 1492, a escravização europeia de povos indígenas americanos teve início com a colonização espanhola do Caribe. Inicialmente, a escravidão foi um meio pelo qual os conquistadores mobilizaram a mão de obra nativa, com efeitos devastadores sobre a população indígena. Um grupo de cerca de 24 tainos foi sequestrado e forçado a acompanhar Colombo em sua viagem de retorno à Espanha em 1494. Diferentemente do apoio da Coroa Portuguesa ao comércio de escravos na África, os Reis Católicos opunham-se à escravização dos povos nativos nas terras recém-conquistadas por motivos religiosos, ordenando a libertação e o retorno dos sobreviventes trazidos por Colombo às suas terras de origem. Em 1499, colonos espanhóis em Hispaniola descobriram ouro na Cordilheira Central, o que gerou uma demanda por grandes quantidades de mão de obra barata. Estima-se que cerca de 400.000 tainos de toda a ilha foram escravizados para trabalhar em minas de ouro.
Em 1500, os Reis Católicos emitiram um decreto que proibia expressamente a escravização de povos indígenas, mas permitiam três exceções, amplamente exploradas pelas autoridades coloniais espanholas: escravos capturados em "guerras justas", comprados de outros povos indígenas ou pertencentes a grupos supostamente praticantes de canibalismo, como os Caraíbas.:553–554 Em 1503, 80 caciques (líderes tribais tainos) foram queimados vivos e os adultos e crianças restantes foram mortos no massacre de Jaragua [en], supostamente para evitar uma rebelião. Os que escaparam foram capturados e escravizados. Em 1508, Juan Ponce de León e os espanhóis chegaram à ilha de Borikén (Porto Rico), escravizando tribos tainas para trabalhar em minas de ouro e na construção de fortes. Em 1511, os tainos em Porto Rico aliaram-se aos calinagos para resistir à escravização e aos abusos de Ponce de León, desencadeando a Guerra Hispano-Taina de San Juan–Borikén [en].

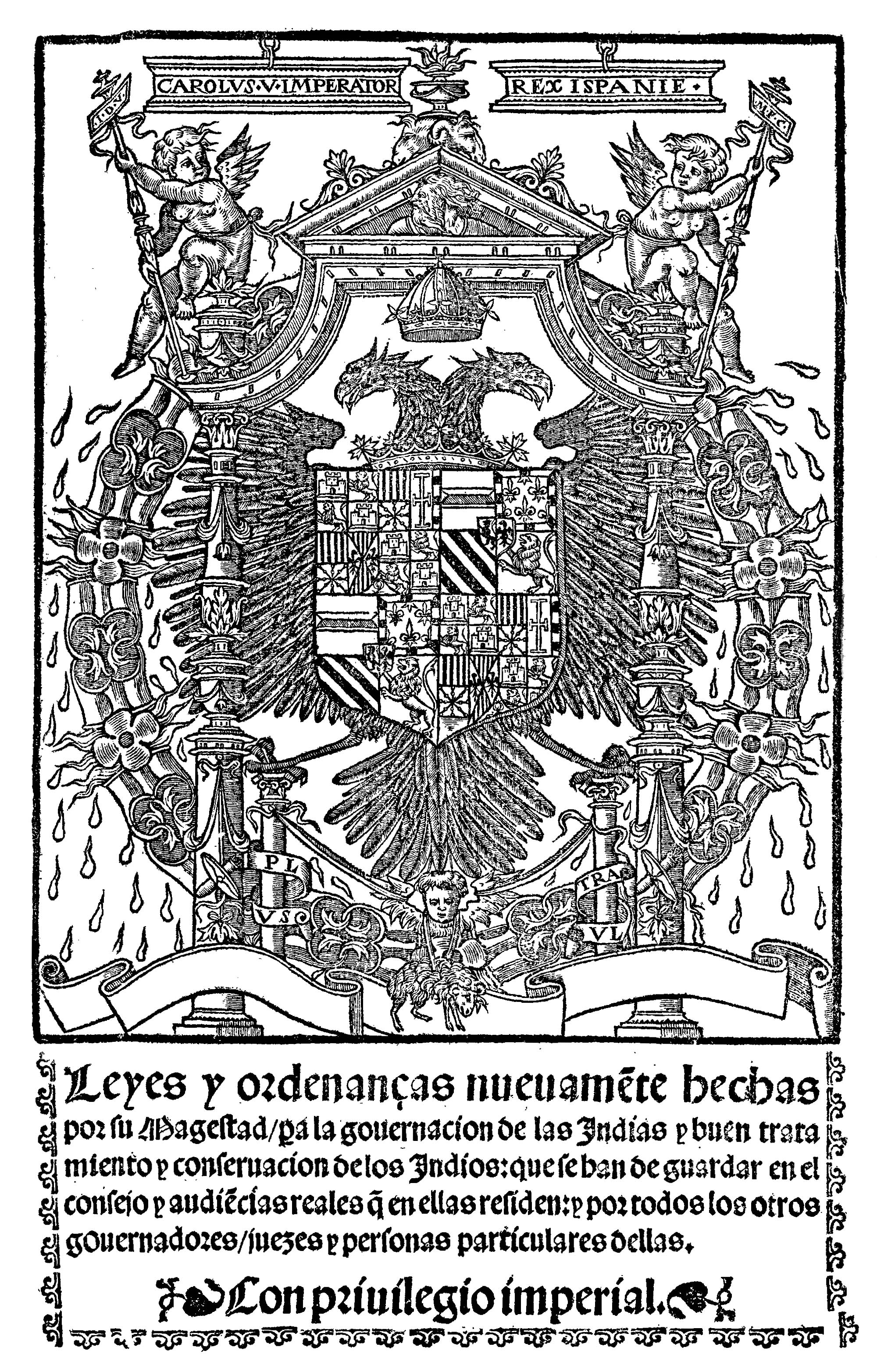
Capa das Leis Novas de 1542.

Membros das esferas religiosas e jurídicas espanholas foram particularmente ativos na oposição à escravização dos povos nativos. O primeiro discurso nas Américas em defesa da universalidade dos direitos humanos e contra os abusos da escravidão foi proferido em Hispaniola, apenas dezenove anos após o primeiro contato. A resistência à escravização indígena nas colônias espanholas gerou os primeiros debates modernos sobre a legitimidade da escravidão. O frade Bartolomeu de las Casas, autor de A Short Account of the Destruction of the Indies [en], denunciou as condições dos indígenas americanos e pressionou Carlos V para garantir seus direitos. Na Nova Espanha, sucessivos governadores foram nomeados e destituídos, frequentemente devido a relatos sobre seu tratamento das populações nativas. Os colonos espanhóis, temendo a perda de sua força de trabalho, reclamaram aos tribunais que precisavam de mão de obra. Como alternativa, Las Casas sugeriu a importação e o uso de escravos africanos. Em 1517, a Coroa espanhola permitiu que seus súditos importassem doze escravos cada, marcando o início oficial do tráfico de escravos nas colônias.

### Sistema deencomienda
Apesar das objeções religiosas, o trabalho forçado continuou e foi formalizado como o sistema de encomienda durante a primeira década do século XVI. Esse sistema foi instituído na ilha de Hispaniola por Nicolás de Ovando, o terceiro governador da colônia espanhola, em 1502. Sob a encomienda, a Coroa concedia aos conquistadores o direito de extrair trabalho e tributos de povos indígenas não cristãos sob domínio espanhol. Algumas mulheres e elites indígenas, como Maria Jaramillo, filha de Malinche e do conquistador Juan Jaramillo, também possuíam tais contratos (ou eram encomenderos). O sistema caribenho baseava-se em concessões semelhantes feitas durante a Reconquista na Espanha.
Em 1508, a população taina original, estimada em 400.000 ou mais, foi reduzida a cerca de 60.000. Grupos de ataque espanhóis percorreram o Caribe, capturando populações inteiras para trabalhar em suas colônias.:726–787 Embora doenças sejam frequentemente citadas como a causa desse declínio populacional, o primeiro surto registrado de varíola no Novo Mundo ocorreu apenas em 1518. O historiador Andrés Reséndez [en], da Universidade da Califórnia, Davis, sugere que, mesmo com as doenças, a população indígena de Hispaniola poderia ter se recuperado, como ocorreu na Europa após a Peste Negra, não fosse a constante escravização. Ele afirma que "entre os fatores humanos, a escravidão foi o principal assassino" da população de Hispaniola, e que "entre 1492 e 1550, um nexo de escravidão, excesso de trabalho e fome matou mais nativos no Caribe do que varíola, influenza ou malária". Em 1521, as ilhas do norte do Caribe estavam amplamente despovoadas.:17 O frade dominicano Bartolomeu de las Casas (1484–1566) lutou por proteções à população indígena, especialmente por limites da Coroa à exploração da encomienda, contribuindo para a promulgação das Leis Novas de 1542, que substituíram a encomienda pelo repartimiento.
Na Nova Espanha, o colapso das populações indígenas devido à conquista e às doenças levou à transição do sistema de encomienda para os pueblos de indios. A encomienda deixou de ser economicamente viável devido à escassez de indígenas. Essa mudança consolidou o trabalho por meio de um processo conhecido como reducciones, substituindo a encomienda por duas "repúblicas" paralelas, mas distintas: a república de españoles, que incluía espanhóis vivendo em cidades espanholas e sujeitos às leis espanholas; e a república de indios, que abrangia nativos em comunidades indígenas, onde prevaleciam leis e autoridades nativas, desde que não contradissessem as normas espanholas. Os indígenas nos pueblos de indios tinham posse de suas terras, mas, como súditos da Coroa espanhola, eram obrigados a pagar tributos.
Na maioria dos domínios espanhóis adquiridos no século XVI, o sistema de encomienda durou apenas algumas décadas. No Peru e na Nova Espanha, a instituição persistiu por mais tempo. No Arquipélago de Chiloé, no sul do Chile, onde os abusos da encomienda levaram à Revolta de Huilliche de 1712, o sistema foi abolido apenas em 1782. No restante do Chile, a abolição ocorreu em 1789, e em todo o Império Espanhol, em 1791.

### Sistema derepartimiento
Após a promulgação das Leis Novas em 1542, também conhecidas como Novas Leis das Índias para o Bom Tratamento e Preservação dos Índios, a Coroa espanhola restringiu significativamente o poder do sistema de encomienda, que permitia abusos por parte dos detentores das concessões de trabalho (encomenderos), e aboliu oficialmente a escravização da população nativa, exceto em certas circunstâncias. A encomienda foi substituída pelo sistema de repartimiento. Com o repartimiento, a Coroa buscou retirar o controle da população indígena, agora considerada súdita, das mãos dos encomenderos, que haviam se tornado uma classe politicamente influente e rica. A substituição da encomienda pelo repartimiento causou grande insatisfação entre os conquistadores, que esperavam manter suas concessões de escravos indígenas indefinidamente.
O sistema de repartimiento não era considerado escravidão, pois o trabalhador não era propriedade direta, tinha certa liberdade fora da alocação de seu trabalho e o trabalho era intermitente. No entanto, criava condições semelhantes à escravidão em algumas áreas, especialmente nas minas de prata do Vice-reinado do Peru no século XVI, sob o sistema de trabalho forçado conhecido como mita, parcialmente influenciado pelo sistema similar de trabalho forçado usado pelos incas, também chamado Mita. O repartimiento alocava um número de trabalhadores nativos à Coroa, que eram então designados para trabalhar para colonos espanhóis por um período determinado, geralmente várias semanas, por meio de um oficial da Coroa local. Isso visava reduzir os abusos associados à encomienda.
Na prática, o processo era supervisionado por um conquistador ou, posteriormente, por um colono ou oficial espanhol, e as solicitações de trabalhadores eram submetidas a um magistrado distrital ou juiz especial. Legalmente, esses sistemas não podiam interferir na sobrevivência dos indígenas, com apenas 7-10% da população masculina adulta indígena podendo ser alocada a qualquer momento. Os indígenas recebiam salários, que podiam usar para pagar tributos à Coroa. Homens nativos, trabalhando cerca de três a quatro semanas por ano, também podiam ser alocados para obras públicas, como colheitas, minas e infraestrutura. A mineração, em particular, era uma preocupação para a Coroa e para o vice-rei do Peru. Embora houvesse tentativas de evitar o excesso de trabalho, abusos de poder e cotas elevadas impostas pelos proprietários de minas continuaram, levando à despovoação e à prática de indígenas comprarem sua isenção do trabalho forçado pagando a seus próprios curacas ou empregadores.

### Escravização de rebeldes

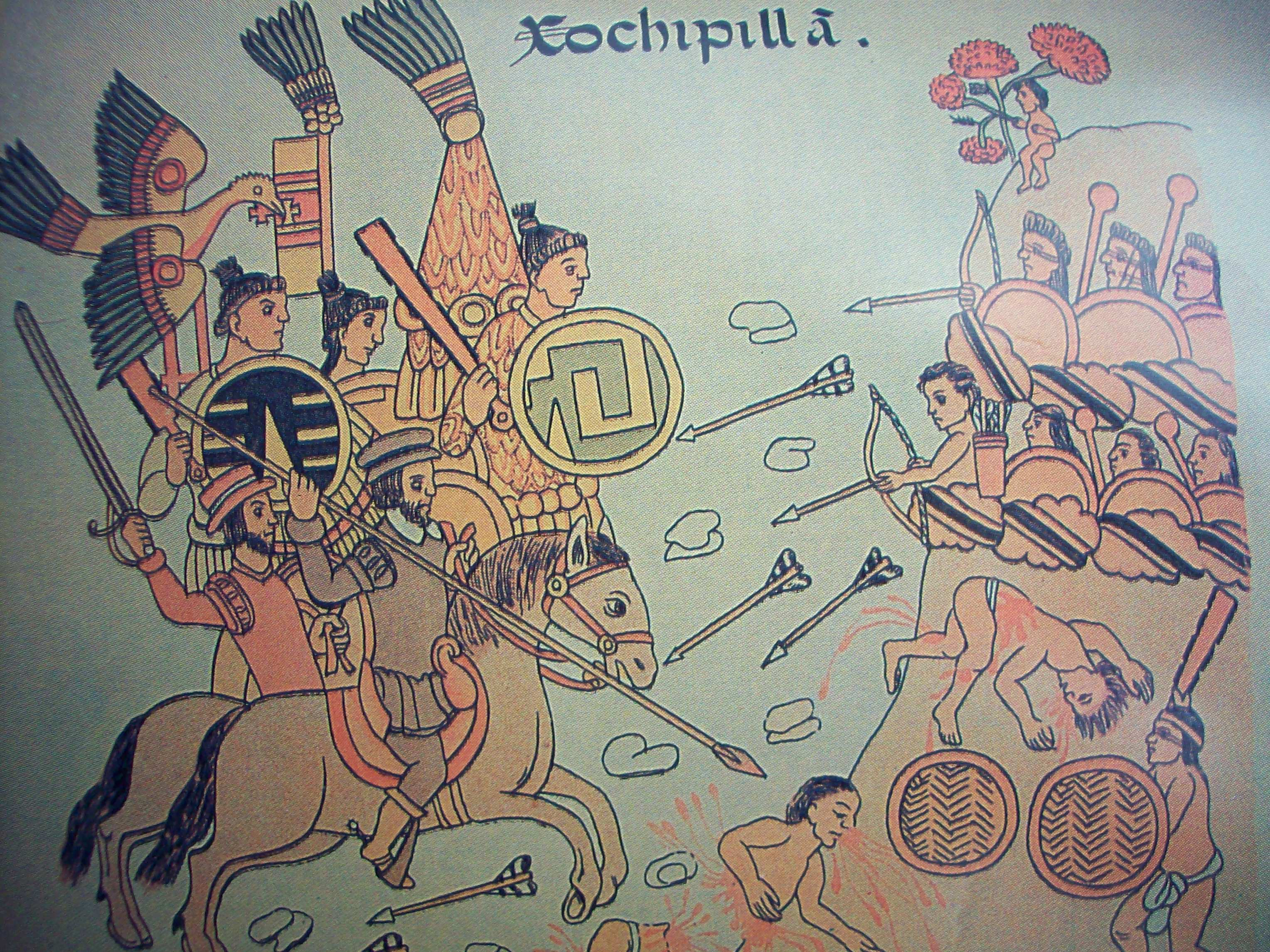
Vice-rei Antonio de Mendoza e indígenas tlaxcaltecas enfrentam os caxcanes na Guerra de Mixtón.

Apesar da abolição do sistema de encomienda, os povos indígenas que se rebelavam contra os espanhóis ainda podiam ser escravizados. Após a Guerra do Mixtón (1540–1542) no noroeste do México, muitos indígenas escravizados foram capturados e realocados. As ordenanças de 1573, dentro das "Ordenanças Concernentes a Descobertas", proibiam operações não autorizadas contra povos indígenas independentes. Essas ordenanças exigiam a nomeação de um protector de indios, um representante eclesiástico que atuava como protetor dos indígenas e os representava em litígios formais.

### Restabelecimento da escravidão para rebeldes Mapuches
O rei Filipe III herdou uma situação difícil no Chile colonial, onde a Guerra de Arauco se intensificava e os Mapuches locais conseguiram destruir sete cidades espanholas [en] (1598–1604). Uma estimativa de Alonso González de Nájera [en] indica que 3.000 colonos espanhóis foram mortos e 500 mulheres espanholas foram capturadas pelos mapuches. Em retaliação, a proibição de escravizar indígenas capturados em guerra foi suspensa por Filipe em 1608. Colonos espanhóis no Arquipélago de Chiloé abusaram do decreto para realizar incursões escravistas contra grupos como os chonos [en] do noroeste da Patagônia, que nunca estiveram sob domínio espanhol e não haviam se rebelado. A Real Audiência de Santiago [en] afirmou na década de 1650 que a escravização dos mapuches [en] era uma das razões para o estado constante de guerra entre espanhóis e mapuches. A escravização de mapuches "capturados em guerra" foi abolida em 1683, após décadas de tentativas legais da Coroa espanhola para suprimi-la.

### Escravos indígenas na Flórida Espanhola
O novo mercado internacional de produtos como tabaco, açúcar e matérias-primas incentivou a criação de economias baseadas em extração e plantations no leste da América do Norte. Na Flórida espanhola, o trabalho escravo era inicialmente obtido principalmente por meio do comércio com tribos vizinhas, como os Yamasee [en]. Esse comércio de escravos era novo: antes da chegada dos europeus, as tribos do leste da América do Norte não viam os escravos como mercadorias que podiam ser compradas e vendidas livremente. O antropólogo David Graeber sugere que dívidas e a ameaça de violência possibilitaram a transformação de seres humanos em mercadorias. Tribos como os yamasee realizavam incursões para capturar escravos a fim de pagar dívidas com comerciantes europeus por bens manufaturados, criando uma demanda por armas e munições que endividava ainda mais as tribos escravistas, gerando um ciclo vicioso. A exportação de escravos para colônias europeias (e as altas taxas de mortalidade nessas regiões) causou um esgotamento populacional sem precedentes. As incursões escravistas também levaram a guerras constantes entre tribos, destruindo ou ameaçando destruir a maioria dos povos nas proximidades das colônias.:176–179, 204–205

## Escravidão negra

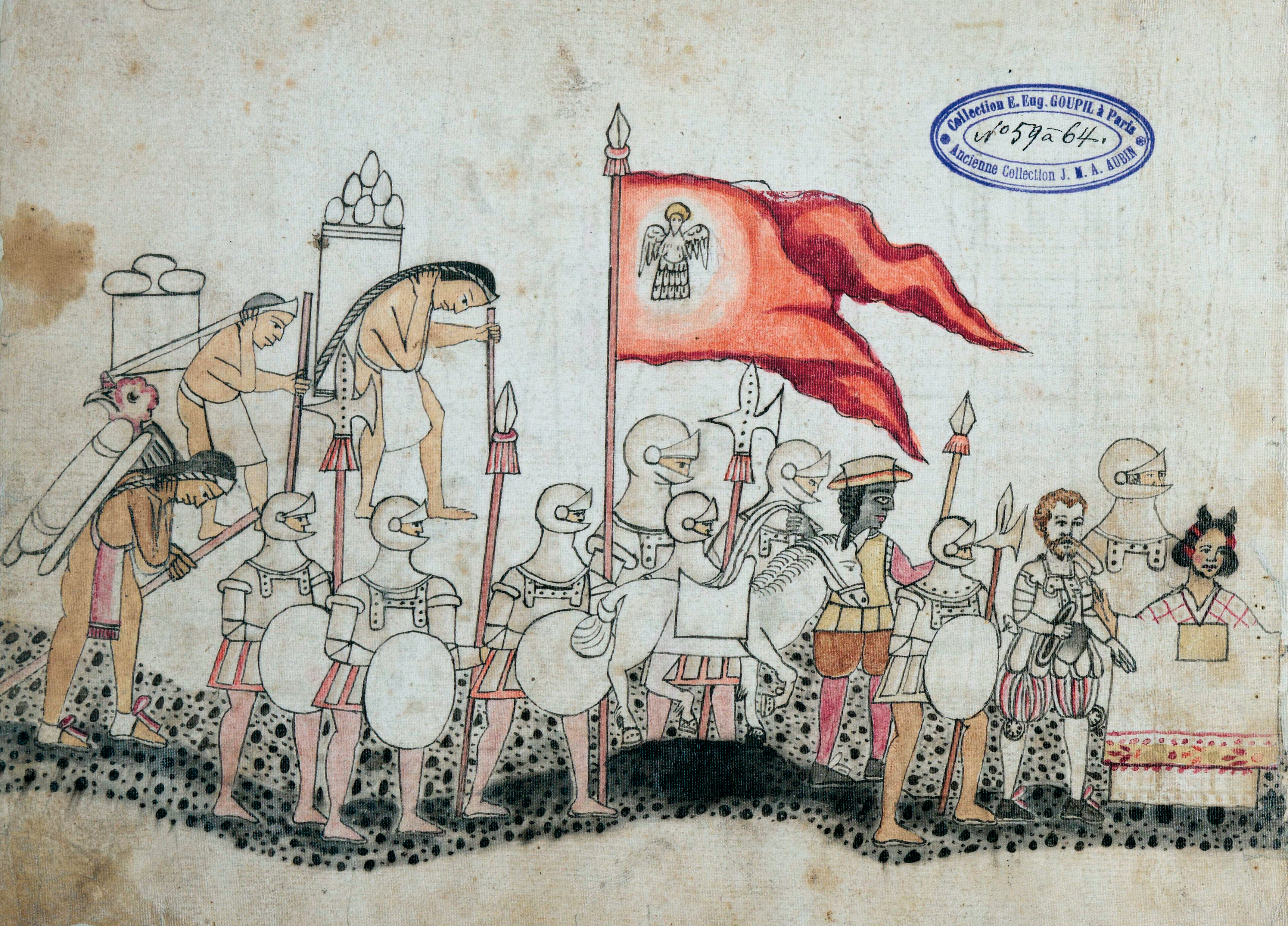
Conquistadores espanhóis no México liderados por Hernán Cortés. Os espanhóis são acompanhados por carregadores nativos, La Malinche e um homem negro (segurando o cavalo). en.

Quando a Espanha escravizou pela primeira vez os indígenas americanos em Hispaniola e, posteriormente, os substituiu por africanos capturados, estabeleceu o trabalho escravo como base para a produção colonial de açúcar. Os europeus acreditavam que os africanos haviam desenvolvido imunidades a doenças europeias e não seriam tão suscetíveis a enfermidades quanto os indígenas americanos, que ainda não haviam sido expostos a esses patógenos.
Com o aumento da dependência de escravos africanos e a oposição da Coroa espanhola à escravização de indígenas, exceto em casos de rebelião, a escravidão passou a ser associada à raça e à hierarquia racial, com os europeus endurecendo suas ideologias raciais. Essas ideologias eram reforçadas por conceitos anteriores, como o de limpieza de sangre (limpeza de sangue), que na Espanha se referia a indivíduos sem a suposta mácula de ascendência judaica ou muçulmana. Na América Espanhola, a pureza de sangue passou a significar uma pessoa sem qualquer ascendência africana.
No vocabulário da época, cada africano escravizado que chegava às Américas era chamado de "Pieza de Indias" (peça das Índias). A Coroa emitia licenças ou "asientos [en]" para comerciantes, regulamentando o comércio de escravos. Durante o século XVI, as colônias espanholas foram os principais clientes do tráfico negreiro atlântico, comprando milhares de escravos diretamente dos portugueses, mas outras nações europeias logo superaram esses números quando a demanda por trabalhadores escravizados atingiu níveis sem precedentes.

### Escravidão negra no Início do período colonial

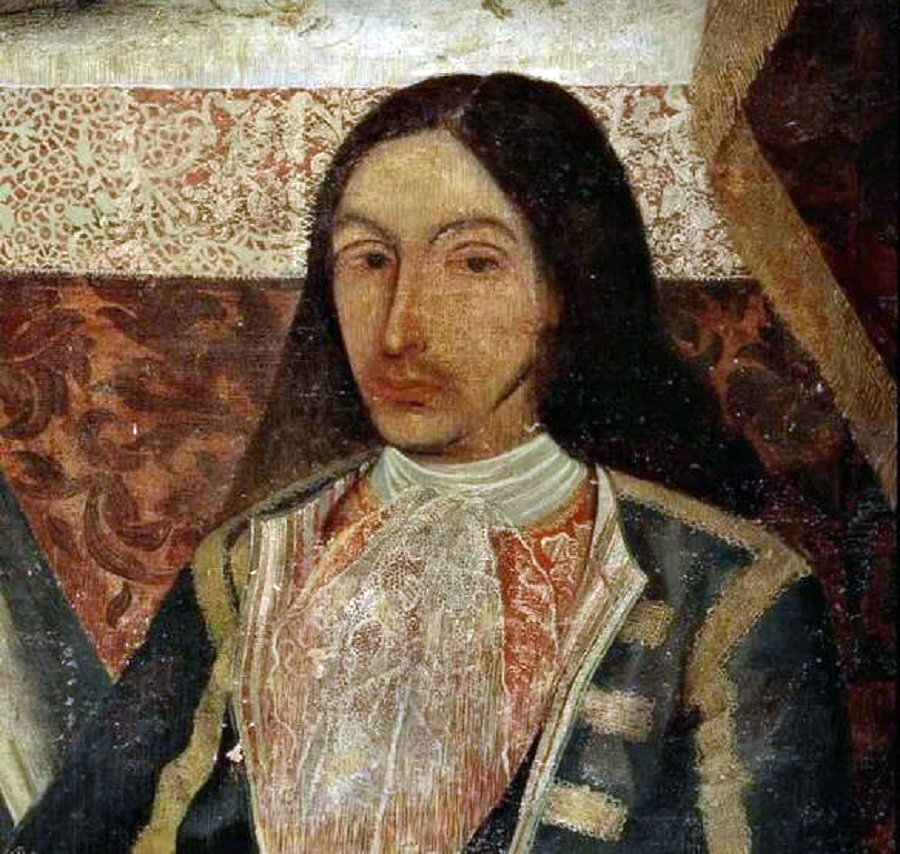
O espanhol Amaro Pargo, um dos corsários mais famosos da Época Dourada da Pirataria, participou do tráfico de escravos africanos na América Hispânica.

Em 1501, colonos espanhóis começaram a importar escravos africanos da Península Ibérica para a colônia de Santo Domingo, na ilha de Hispaniola. Esses primeiros africanos, escravizados na Europa antes de cruzar o Atlântico, possivelmente falavam espanhol e alguns talvez fossem cristãos. Cerca de 17 deles foram enviados para minas de cobre, e aproximadamente cem foram designados para extrair ouro. Com a dizimação das populações indígenas caribenhas pelas doenças do Velho Mundo nas primeiras décadas do século XVI, os africanos escravizados (bozales) substituíram gradualmente sua mão de obra, mas também se misturaram e se uniram a grupos indígenas em fugas para a liberdade, formando comunidades quilombolas de raça mista em todas as ilhas onde os europeus estabeleceram a escravidão de bens móveis.
Na Flórida espanhola e mais ao norte, os primeiros escravos africanos chegaram em 1526 com a fundação de San Miguel de Gualdape [en] por Lucas Vásquez de Ayllón, na costa atual da Geórgia. Eles se rebelaram e passaram a viver com povos indígenas, destruindo a colônia em menos de dois meses. Mais escravos chegaram à Flórida em 1539 com Hernando de Soto e em 1565 com a fundação de Saint Augustine. Escravos que fugiam para a Flórida da colônia da Geórgia receberam a oferta de liberdade por meio da proclamação de Carlos II de 7 de novembro de 1693, sob a condição de se converterem ao catolicismo, tornando a Flórida um refúgio para escravos fugidos das Treze Colônias.
Em 1570, os colonos em Porto Rico descobriram que as minas de ouro estavam esgotadas, relegando a ilha a uma guarnição para navios de passagem. O cultivo de culturas como tabaco, algodão, cacau e gengibre tornou-se cada vez mais importante para a economia. Com a crescente demanda por açúcar no mercado internacional, os grandes fazendeiros intensificaram o cultivo e o processamento intensivo de cana-de-açúcar. As plantations de açúcar superaram a mineração como a principal indústria de Porto Rico, mantendo alta a demanda por escravos africanos.

### Escravidão negra no final do período colonial
A população de escravos em Cuba recebeu um grande impulso quando os britânicos capturaram Havana durante a Guerra dos Sete Anos e importaram 10.000 escravos de suas outras colônias nas Antilhas para trabalhar em plantations agrícolas recém-estabelecidas. Esses escravos foram deixados para trás quando os britânicos devolveram Havana aos espanhóis como parte do Tratado de Paris (1763), formando uma parte significativa da população afro-cubana atual.
Cuba desenvolveu duas fontes distintas, mas inter-relacionadas, de produção de açúcar usando trabalho escravo, que convergiram no final do século XVIII. O primeiro setor era urbano e voltado, em grande parte, às necessidades do estado colonial espanhol, atingindo seu auge na década de 1760. Como resultado, Thomas Kitchin [en] relatou em 1778 que "cerca de 52.000 escravos" estavam sendo trazidos da África para as Antilhas por europeus, com aproximadamente 4.000 importados pelos espanhóis. O segundo setor, que floresceu após 1790, era rural e dirigido por fazendeiros privados envolvidos na produção de commodities agrícolas [en] para exportação. Após 1763, a escala e a urgência dos projetos de defesa levaram o estado a empregar muitos de seus trabalhadores escravizados em regimes intensos, que prenunciavam os regimes de trabalho nas plantations de açúcar do século XIX. Outro grupo importante de trabalhadores escravizados pelo estado colonial espanhol no final do século XVIII foram os trabalhadores do rei, que atuavam nas fortificações da cidade.
Após 1784, a Espanha ofereceu cinco maneiras pelas quais os escravos podiam obter liberdade. Cinco anos depois, a Coroa espanhola emitiu o "Real Decreto de Graças de 1789", que estabeleceu novas regras para o comércio de escravos e acrescentou restrições à concessão do status de liberto. O decreto concedia aos súditos o direito de comprar escravos e participar do comércio de escravos no Caribe. No mesmo ano, um novo código de escravos, conhecido como El Código Negro (O Código Negro), foi introduzido. Sob El Código Negro, um escravo podia comprar sua liberdade, caso o senhor estivesse disposto a vender, pagando o preço estipulado em parcelas. Os escravos podiam ganhar dinheiro em seu tempo livre trabalhando como sapateiros, lavando roupas ou vendendo produtos cultivados em seus próprios lotes de terra. Para a liberdade de um recém-nascido, ainda não batizado, pagava-se metade do preço de uma criança batizada. Muitos desses libertos fundaram assentamentos em áreas que ficaram conhecidas como Cangrejos (Santurce [en]), Carolina, Canóvanas, Loíza e Luquillo. Alguns se tornaram proprietários de escravos. Apesar dessas vias para a liberdade, a partir de 1790, o número de escravos em Porto Rico mais que dobrou devido à expansão dramática da indústria açucareira na ilha.
As colônias espanholas no Caribe foram algumas das últimas a abolir a escravidão. Enquanto os britânicos aboliram a escravidão com a Lei de Abolição da Escravatura de 1833, a Espanha aboliu a escravidão em Porto Rico em 1873.

### Condições dos escravos negros
Os africanos escravizados eram enviados para trabalhar em minas de ouro ou nos campos de gengibre e açúcar das ilhas. Para manter a força de trabalho escrava, apesar do alto número de mortes, novos escravos eram importados regularmente da África. Em todas as Américas, cerca de 70% dos escravos trabalhavam em plantations de açúcar e indústrias relacionadas. Os escravos nas plantations de açúcar e nos engenhos enfrentavam algumas das condições mais severas. O trabalho no campo era um labor manual rigoroso, iniciado desde tenra idade. Durante a colheita e o processamento, os dias de trabalho duravam entre 16 e 21 horas, incluindo o cultivo e corte das culturas, transporte de carroças e processamento da cana-de-açúcar com máquinas perigosas. Nessas plantations, os escravos eram confinados em barracões [en] apertados, chamados por estudiosos de "prisões de açúcar", onde tinham apenas três a quatro horas de sono por noite. Segundo um ex-escravo, as condições nos barracões eram duras, altamente insalubres, extremamente quentes e sem ventilação. Outros tinham mais espaço — permitia-se, por exemplo, viver com suas famílias em cabanas, com um pequeno lote de terra para cultivo nas terras dos senhores —, mas ainda enfrentavam tratamentos cruéis. Os escravos tinham pouca escolha a não ser se adaptar. Muitos se converteram ao cristianismo e adotaram os sobrenomes de seus senhores.
Rebeliões e fugas eram severamente punidas, mas muitos africanos tentavam escapar da escravidão, às vezes recorrendo ao suicídio quando não havia outras opções. O enforcamento era uma punição comum para rebeliões. Por exemplo, na Cidade do México, em 1537, vários negros foram acusados de rebelião e executados na praça principal (zócalo) por enforcamento. Escravos africanos também eram legalmente marcados com ferro quente na testa, o que impedia fugas, "roubos" ou ações judiciais que questionassem sua condição de cativos. Os colonos mantiveram essa prática de marcação por mais de 250 anos. Aqueles que escapavam para a liberdade frequentemente formavam comunidades autônomas com grupos indígenas locais, conhecidas como quilombolas.

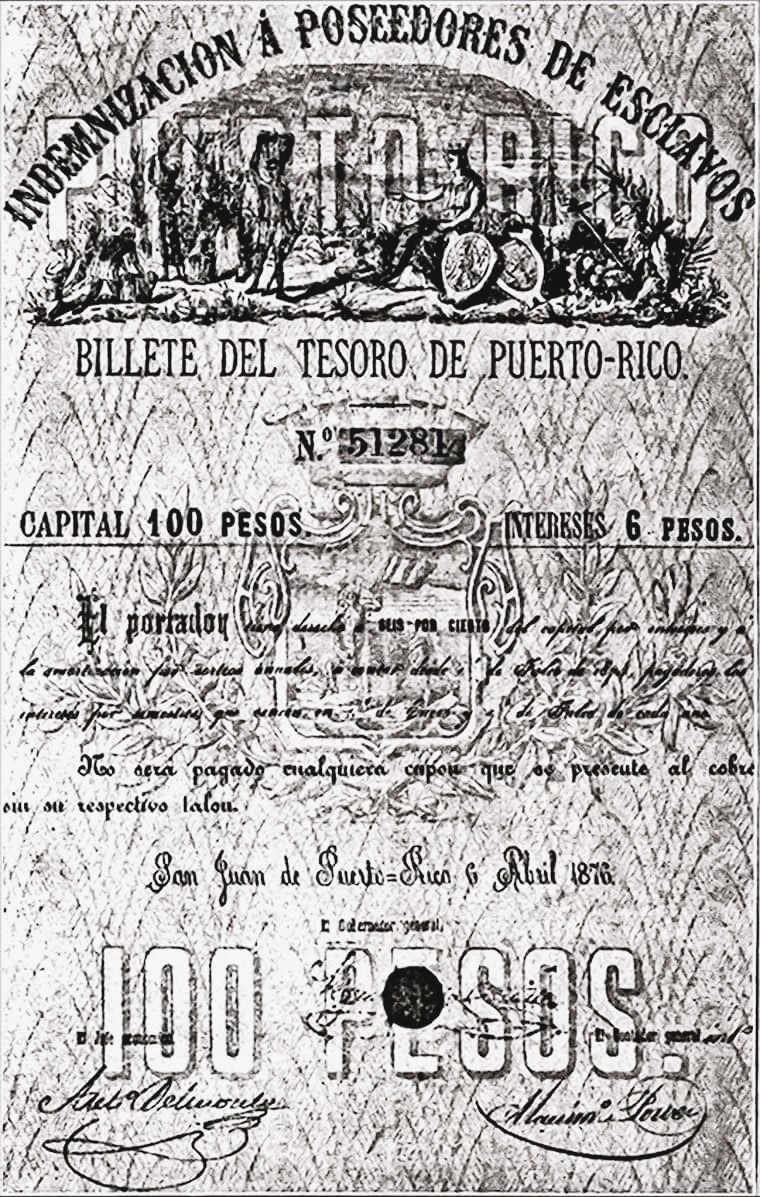
Em 22 de março de 1873, a Espanha aboliu a escravidão em Porto Rico. Os proprietários foram compensados.

Tanto homens quanto mulheres estavam sujeitos a punições violentas e abusos humilhantes. Segundo Esteban Montejo [en] — um sobrevivente da escravidão entrevistado por Miguel Barnet para sua narrativa testemunhal de 1966, Biografía de un cimarrón (Biografia de um Quilombola) —, as mulheres eram punidas, como com chicotadas, mesmo durante a gravidez, o que por vezes causava abortos. Mulheres e meninas também eram submetidas a abusos sexuais, já que a maioria dos colonos que chegavam ao Novo Mundo era composta por homens, e havia escassez de mulheres.

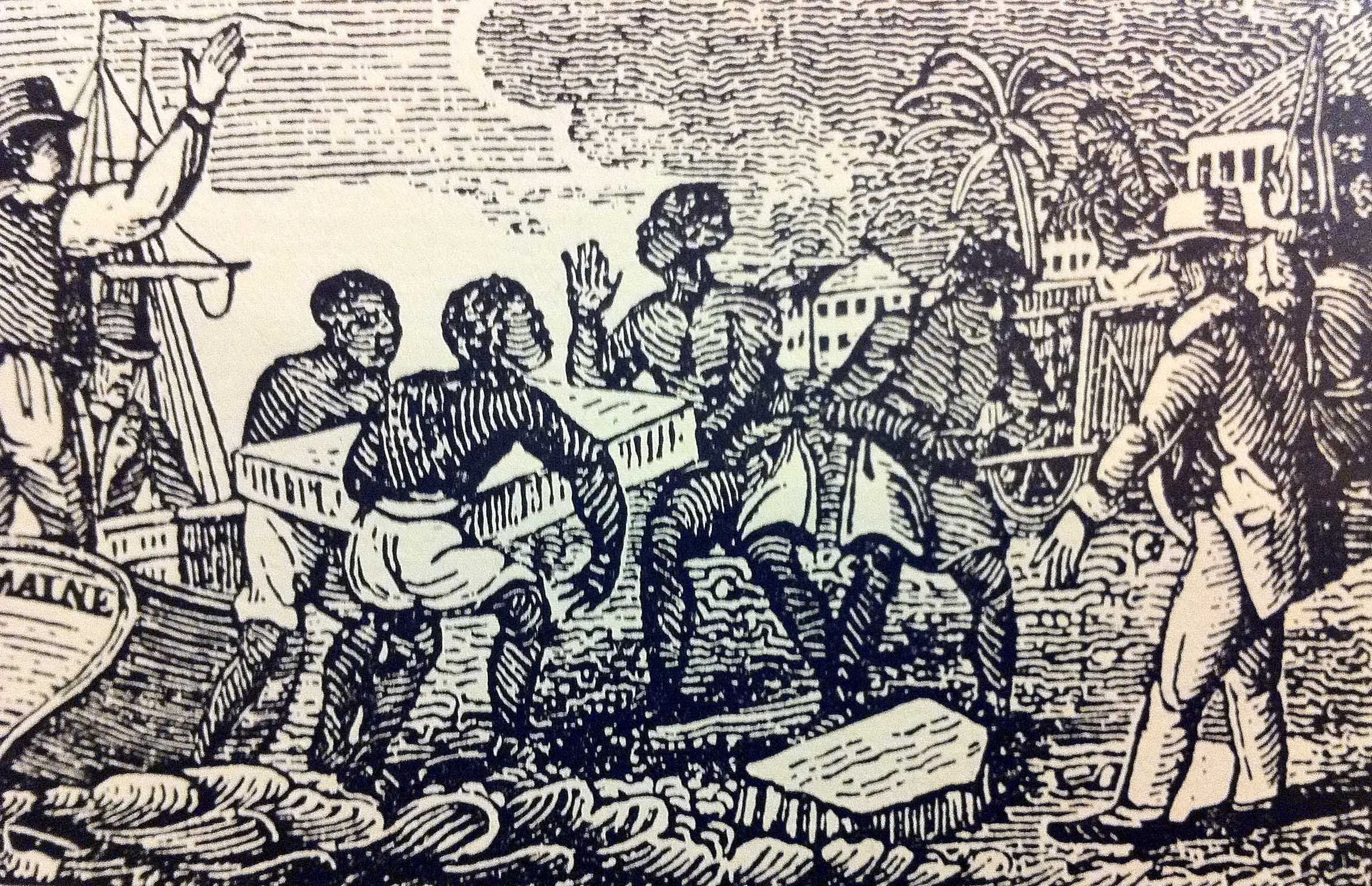
Escravos em Cuba descarregando gelo do Maine, 1832.

O sistema de escravidão em Cuba era estruturado por gênero, com algumas tarefas realizadas exclusivamente por escravos homens e outras por mulheres. A partir do século XVI, escravas em Havana desempenhavam funções como administrar tavernas, casas de comida e hospedarias, além de serem lavadeiras, trabalhadoras domésticas e servas. Algumas eram forçadas a trabalhar como escravas sexuais. Algumas mulheres cubanas conseguiam uma liberdade limitada ao terem filhos com homens brancos. Como em outras culturas latinas, havia fronteiras mais fluidas com a população mulata ou mestiça. Por vezes, homens que tomavam escravas como esposas ou concubinas libertavam tanto elas quanto seus filhos. Como em Nova Orleans e São Domingos, os mulatos começaram a ser classificados como um terceiro grupo entre os colonos europeus e os escravos africanos. Os libertos, geralmente de raça mista, representavam 20% da população total de Cuba e 41% da população cubana não branca.
A taxa de mortalidade entre os escravos africanos era alta, exigindo que os fazendeiros substituíssem os escravos que morriam sob o regime severo. Além de importar novos escravos africanos, os fazendeiros incentivavam os escravos afro-cubanos a terem filhos para reproduzir a força de trabalho. Isso se tornou mais comum à medida que o suprimento de escravos da África diminuía devido ao crescente apoio ao abolicionismo. Segundo Montejo, os senhores queriam parear homens negros fortes e robustos com mulheres negras saudáveis. Ele descreveu escravos sendo colocados nos barracões e forçados a manter relações sexuais para produzir novos "estoques de criação" com seus filhos, que eram vendidos por cerca de 500 pesos. Montejo relatou que, às vezes, se os capatazes não gostavam da qualidade das crianças, separavam os pais e enviavam a mãe de volta ao trabalho nos campos.
Em 1789, a Coroa espanhola liderou um esforço para reformar a escravidão e emitiu o decreto Código Negro Español (Código Negro Espanhol), que especificava provisões de comida e vestuário, limitava o número de horas de trabalho, restringia punições, exigia instrução religiosa e protegia casamentos, proibindo a venda de crianças pequenas separadas de suas mães. No entanto, os fazendeiros frequentemente desrespeitavam as leis e protestavam contra elas, considerando-as uma ameaça à sua autoridade e uma intrusão em suas vidas pessoais. Os proprietários de escravos não se opunham a todas as medidas do código, muitas das quais alegavam já serem práticas comuns. Eles objetavam aos esforços para estabelecer limites à aplicação de punições físicas. Por exemplo, o Código Negro limitava as chicotadas a 25 e exigia que não causassem "hematomas graves ou sangramento". Os proprietários de escravos acreditavam que os escravos interpretariam esses limites como fraqueza, o que poderia levar à resistência. Outra questão contestada era a restrição das horas de trabalho "do nascer ao pôr do sol"; os fazendeiros argumentavam que o corte e processamento da cana exigiam dias de 20 horas durante a safra.

## Escravos fugitivos em territórios espanhóis
Desde 1623, a política oficial espanhola determinava que todos os escravos que tocassem o solo espanhol e pedissem refúgio poderiam se tornar cidadãos espanhóis livres, recebendo assistência para estabelecer oficinas caso fossem artesãos ou uma concessão de terra para cultivo se fossem agricultores. Em troca, deveriam se converter ao catolicismo e servir por alguns anos na milícia espanhola. A maioria foi assentada em uma comunidade chamada Gracia Real de Santa Teresa de Mose, o primeiro assentamento de africanos livres na América do Norte. O africano escravizado Francisco Menéndez [en] fugiu da Carolina do Sul e viajou para Santo Agostinho, na Flórida, onde se tornou líder dos colonos em Mose e comandante da companhia de milícia negra de 1726 até algum momento após 1742. Desde 1687, numerosos escravos africanos que escaparam da escravidão nas Treze Colônias para a Flórida espanhola aproveitavam essa política.
Em 29 de maio de 1680, a Coroa espanhola decretou que escravos que fugissem para territórios espanhóis de Barlovento, Martinica, São Vicente e Granada nas Pequenas Antilhas seriam livres se aceitassem o catolicismo. Em 3 de setembro de 1680 e 1º de junho de 1685, a Coroa emitiu decretos semelhantes para escravos franceses fugitivos. Em 7 de novembro de 1693, o rei Carlos II emitiu um decreto libertando todos os escravos que fugissem das colônias inglesas e aceitassem o catolicismo. Houve decretos semelhantes em 29 de outubro de 1733, 11 de março e 11 de novembro de 1740, e 24 de setembro de 1850, em Buen Retiro, por Fernando VI, além do Decreto Real de 21 de outubro de 1753.
Muitos escravos também fugiam das colônias espanholas para comunidades indígenas próximas. Em 1771, o governador da Flórida, John Moultrie [en], escreveu ao Conselho de Comércio: "Tem sido uma prática, há algum tempo, que negros fujam de seus senhores e se refugiem nas cidades indígenas, de onde era muito difícil recuperá-los." Quando as autoridades coloniais pediam aos indígenas que devolvessem os escravos fugitivos, eles respondiam que "apenas deram comida a pessoas famintas e convidavam os proprietários de escravos a capturá-los por si mesmos".
Após a Guerra de Independência dos Estados Unidos, escravos do estado da Geórgia e da Lowcountry da Carolina do Sul [en] também fugiram para a Flórida. O Exército dos EUA realizou incursões cada vez mais frequentes em território espanhol, incluindo a campanha de 1817–1818 liderada por Andrew Jackson, conhecida como a Primeira Guerra Seminole. Posteriormente, os Estados Unidos controlaram efetivamente a Flórida Oriental (do Atlântico ao rio Apalachicola [en]). Segundo o Secretário de Estado John Quincy Adams, os EUA tiveram que agir porque a Flórida havia se tornado "um território abandonado, aberto à ocupação de qualquer inimigo, civilizado ou selvagem, dos Estados Unidos, servindo apenas como um posto de perturbação para eles".

## Fim da escravidão
O apoio ao abolicionismo cresceu na Grã-Bretanha e em outras partes da Europa. A escravidão nas colônias caribenhas da França foi abolida por decreto revolucionário em 1794 (a escravidão na França metropolitana havia sido abolida em 1315 por Luís X), mas foi restaurada sob Napoleão Bonaparte em 1802. Escravos em São Domingos se revoltaram em resposta e conquistaram a independência após um conflito brutal, fundando a república do Haiti em 1804. À medida que a emancipação se tornava uma realidade mais concreta, a concepção de liberdade dos escravos mudou. Eles não buscavam mais derrubar os brancos e restabelecer sociedades africanas idênticas, como nas rebeliões anteriores; a grande maioria dos escravos era crioula, nascida localmente, e imaginava sua liberdade dentro do quadro estabelecido da sociedade existente.
As Guerras de independência na América espanhola emanciparam a maioria dos territórios ultramarinos da Espanha; nas Américas, várias nações emergiram dessas guerras. As guerras foram influenciadas pelas ideias do Iluminismo e por questões econômicas, que também levaram à redução e ao fim do feudalismo. Por exemplo, no México, em 6 de dezembro de 1810, Miguel Hidalgo, líder do movimento de independência, emitiu um decreto abolindo a escravidão, ameaçando de morte aqueles que não cumprissem. Na América do Sul, Simón Bolívar aboliu a escravidão nas terras que libertou. Também houve resistência significativa à abolição — alguns países, como Peru e Equador, reintroduziram a escravidão por algum tempo após a independência.
A Assembleia do ano XIII (1813) das Províncias Unidas do Rio da Prata declarou a liberdade de ventre [en]. Isso não acabou completamente com a escravidão, mas emancipou os filhos de escravas. Muitos escravos conquistaram a emancipação juntando-se aos exércitos, seja contra os realistas durante a Guerra de Independência, seja nas guerras civis posteriores. A Confederação Argentina acabou definitivamente com a escravidão com a sanção da Constituição Argentina de 1853.
No tratado de 1814, o rei Fernando VII de Espanha prometeu considerar meios para abolir o tráfico negreiro. No tratado de 23 de setembro de 1817 com a Grã-Bretanha, a Coroa espanhola afirmou que "nunca perdeu de vista uma questão tão importante para ele e, desejando apressar o momento de sua realização, decidiu cooperar com Sua Majestade Britânica na adoção da causa da humanidade". O rei se comprometeu a que "o tráfico de escravos será abolido em todos os domínios da Espanha em 30 de maio de 1820, e que após essa data não será lícito a qualquer súdito da Coroa da Espanha comprar escravos ou realizar o tráfico de escravos em qualquer parte da costa da África". A data de supressão final foi 30 de outubro. Os súditos do rei da Espanha foram proibidos de transportar escravos para qualquer pessoa fora dos domínios espanhóis ou de usar a bandeira para encobrir tais negócios.
Em 22 de março de 1873, a escravidão foi legalmente abolida em Porto Rico, mas os escravos não foram emancipados imediatamente; eles tinham que comprar sua liberdade pelo preço estipulado por seus últimos senhores. Além disso, eram obrigados a trabalhar por mais três anos para seus antigos senhores, para outros colonos interessados em seus serviços ou para o estado, a fim de pagar uma compensação. Entre 1527 e 1873, os escravos em Porto Rico realizaram mais de vinte revoltas. A escravidão em Cuba foi abolida por decreto real espanhol em 7 de outubro de 1886.

## Trabalho contratado asiático
Desde o século XVII, trabalhadores chineses foram importados para colônias europeias como mão de obra barata. Cuba tornou-se um destino importante para esse tipo de trabalho.
Em 1817 e 1835, a Espanha assinou tratados com o Reino Unido que, em teoria, tornavam o tráfico negreiro atlântico ilegal. A Espanha só começou a aplicar a proibição em meados da década de 1860, mas esses tratados aumentaram significativamente o custo da escravidão nas colônias. Após a Revolução Haitiana, os fazendeiros cubanos também temiam revoltas de grandes populações negras na ilha e passaram a buscar fontes de trabalho não africanas.
A partir de 1882, Cuba começou a usar trabalhadores contratados da China, conhecidos como colonos asiáticos (também chamados de "coolies", "huagong" ou "chinos"), para complementar a mão de obra escravizada local. Dois navios cubanos transportaram trabalhadores do porto britânico de Xiamen para Havana para trabalhar nos campos de cana-de-açúcar. O comércio logo se expandiu para outros portos em Cantão. O Peru seguiu Cuba em 1892, com alta demanda por trabalho nas minas de prata e na indústria de guano. Nos 30 anos até 1923, estima-se que entre 125.000 e 150.000 coolieiros foram transportados para Cuba, frequentemente nos mesmos navios usados no tráfico negreiro atlântico.
Macau portuguesa foi o centro do trabalho contratado de coolieiros, descrito como "o único negócio real" em Macau de 1848 a 1873, gerando lucros enormes para os portugueses até ser proibido devido à pressão do governo britânico. A viagem para as Américas, conhecida como Passagem do Pacífico, era arriscada, com altas taxas de mortalidade. De 1847 a 1859, a taxa média de mortalidade de coolieiros a bordo de navios para Cuba foi de 15,2%.

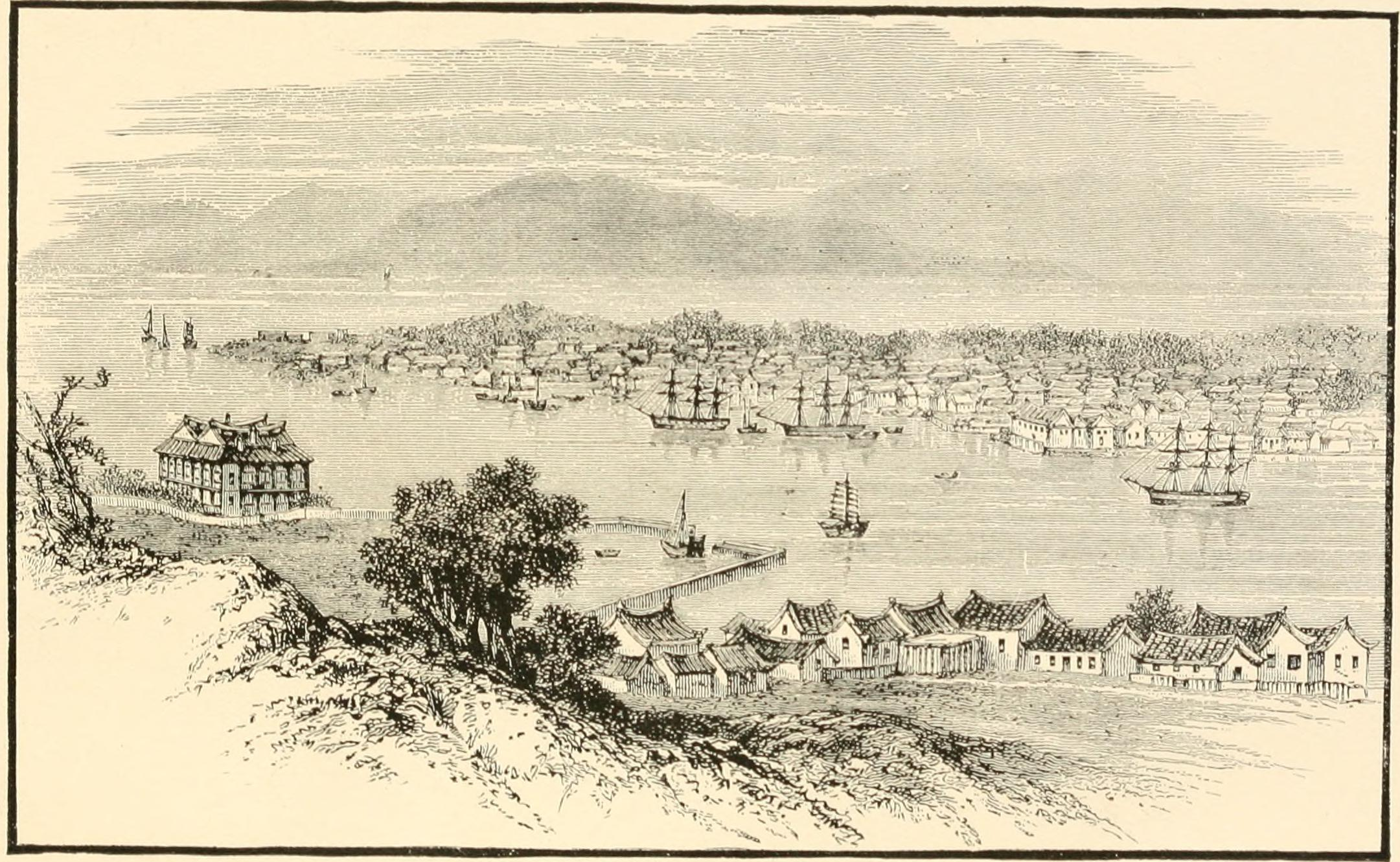
Ilustração do porto de Amoy, de onde muitos trabalhadores chineses foram enviados para terras estrangeiras.

O comércio prosperou de 1847 a 1854 sem incidentes, até que relatos de maus-tratos aos trabalhadores em Cuba e no Peru começaram a surgir. Como o governo britânico tinha responsabilidade política e legal por muitos dos portos envolvidos — incluindo Amoy —, esses portos foram imediatamente fechados. Apesar disso, o comércio simplesmente se transferiu para o porto mais permissivo no enclave português de Macau.
Em Cuba, o governo colonial secular era poderoso, pois os fazendeiros estavam dispostos a ceder parte de seu poder em troca da manutenção de fontes baratas de trabalho, com todos os privilégios e riquezas que isso proporcionava. Isso permitia que o governo colonial cubano tolerasse a exploração dos trabalhadores chineses para manter seu poder. Legalmente, os coolieiros eram livres, mas frequentemente eram enganados ou coagidos a assinar seus contratos de servidão. Os contratos estipulavam um período de oito anos de trabalho, muitas vezes ao lado de escravos negros. Assim, eles realizavam trabalho manual intenso em plantations, ferrovias, minas e poços de guano, trabalhando seis dias por semana. Em troca, seus empregadores (patronos) deveriam pagar-lhes quatro pesos por mês, fornecer alimentação e assistência médica. O pagamento raramente era cumprido, as condições eram inadequadas, e eles enfrentavam tratamento brutal, por vezes resultando em morte. Muitos coolieiros também eram impedidos de deixar seus contratos ao final dos oito anos.
Na América Espanhola, os chineses eram considerados "brancos", pois não podiam ser escravizados e tinham certos direitos e privilégios não concedidos aos seus vizinhos africanos. A monarquia espanhola, em 1672, concedeu oficialmente aos asiáticos o status de vassalos livres do rei, análogo ao dos povos indígenas nascidos no Império Espanhol. As atitudes sociais em relação aos chineses também eram mais positivas do que em relação aos africanos na América Espanhola e no Peru, mas a lei tendia a favorecer os empregadores em disputas, o que significava que os direitos dos trabalhadores chineses eram frequentemente negados. Um decreto de 1860 em Cuba determinava que os coolieiros tinham que assinar um novo contrato de trabalho contratado dentro de dois meses após o término do contrato anterior, ou deixar a ilha ou se submeter a trabalho público forçado. Como poucos podiam pagar a viagem de volta, isso garantia que fossem forçados a novos contratos. Os coolieiros que trabalhavam nas plantations de açúcar em Cuba e nas camas de guano das Ilhas Chincha ("as ilhas do inferno") do Peru eram tratados com especial brutalidade. Cerca de 75% dos coolieiros chineses em Cuba morreram antes de cumprir seus contratos. Dois estudiosos do trabalho chinês em Cuba, Juan Pastrana e Juan Pérez de la Riva [en], documentaram as condições horríveis dos coolieiros chineses em Cuba.
Por volta de 1870, contratadores de mão de obra chamados enganchadores eram usados para gerenciar e negociar os contratos dos coolieiros em esquadrões organizados chamados cuadrillas. O enganchador atuava como negociador e gerente de suas cuadrillas, obtendo adiantamentos salariais dos fazendeiros, fornecendo ferramentas, organizando alimentação e acomodação, e assumindo responsabilidade pelo comportamento e desempenho dos trabalhadores. O enganchador tinha flexibilidade na duração da recontratação dos coolieiros. Eles também podiam negociar seus salários e, às vezes, tinham vantagem, pois o empregador precisava ceder às forças do mercado. Novos contratos frequentemente duravam apenas um ou dois anos, com muitos assinando por três a seis meses. Os salários também eram maiores que os quatro pesos dos contratos originais, muitas vezes significativamente. Após cumprir seus contratos, os trabalhadores chineses geralmente se integravam às últimas colônias espanholas de Porto Rico e Cuba, além do Peru e da República Dominicana.
Em 1923, após relatos generalizados de abusos, a pressão internacional da China, Estados Unidos e Reino Unido levou os portugueses a fecharem o comércio de coolieiros em Macau, cortando uma fonte essencial de trabalhadores contratados para Cuba e Peru. Trabalhadores chineses contratados continuaram a trabalhar nos campos de cana-de-açúcar de Cuba mesmo após a abolição da escravidão no país em 1886. A maioria dos trabalhadores chineses permaneceu no Novo Mundo, frequentemente nos mesmos bairros de escravos e ex-escravos. Como resultado, as relações inter-raciais e casamentos dos coolieiros com africanos, europeus e povos indígenas formaram algumas das primeiras populações afro-asiáticas e asiático-americanas latinas [en] do mundo moderno.